# Секта
Секта (лат. secta и лат. sequi и под утицајем лат. secare) је издвојена или затворена група људи која чврсто следи своја начела. Најчешће се секта формира насупрот основној групи из које је потекла, развијајући учење, које је по уверењу чланова секте, исправније у односу на учење основне групе. За све чланове секте карактеристично је да имају чврсту организацију и јединствене обавезне ритуале. У једном броју монотеистичких религија свако одступање од прокламованих догми, проглашава се сектом.
У почетку секта је била неутралан појам за једну мањинску групу која би долазила у конфликт са већином. Тај појам се најчешће користио у античким филозофским круговима, описујући мање филозофске групе. У том смислу и рано хришћанство може да се разуме као секта унутар јудаизма. У средњем веку, појмом секте су описиване јеретичке групе које су се одвајале од већинске Цркве. У модерно доба се под сектама најчешће подразумевају затворене верске групе, односно култови.

## Подела
- Псеудохришћанске секте, секте које су се одвојиле од званичног учења цркве.
- Псеудохиндуистичке и далекоисточне секте, основа ових секти су будизам и хиндуизам.
- Синкретистичке секте, ове секте представљају мешавину разних религијских праваца, као и окултизма и магије.
- Сатанистичке секте, секте које заговарају Сатану као врховног Бога.

## Дефиниције
По немачком социологу Максу Веберу, секте се од Цркве разликују по механизмима примања чланства у своје редове. Док се по правилу, након личне одлуке кандидата а пре пуноправног учлањивања у секту, мора проћи одређена процедура провере услова за пријем, верници Цркве су већ као такви рођени.
Америчко-аустријски социолог Петер Бергер у сектама види организациони модел самозаштите колективних мањина.

## Социолошке дефиниције и описи
Постоји неколико различитих социолошких дефиниција и описа појма. Међу првима који су их дефинисали били су Макс Вебер и Ернст Троелч (1912). У типологији цркве и секте, секте су дефинисане као добровољна удружења религиозно квалификованих особа: чланство се не приписује рођењем, већ произилази из слободног прихватања доктрине и дисциплине секте од стране следбеника, и из континуираног прихватања следбеника од стране секте. Секте имају тенденцију да несразмерно црпе из непривилегованих елемената друштва и обично су створене расколом унутар цркава, који су усклађени са доминантном друштвеном структуром. Они често осуђују либералне трендове у развоју деноминације и заговарају повратак правој религији; њихова веровања и праксе имају тенденцију да буду радикалнији и етички строжи од оних у црквама, и представљају чин протеста против вредности остатка друштва. Амерички социолози Родни Старк и Вилијам Симс Бејнбриџ новоде да „секте тврде да су аутентична очишћена, обновљена верзија вере од које су се одвојили“. Они даље тврде да секте имају, за разлику од цркава, висок степен напетости са околним друштвом. Други социолози религије, као што је Фред Книс, тврдили су да се секташтво најбоље описује у погледу тога са чиме је секта у напетости. Неке верске групе постоје у напетости само са коверским групама различитих етничких група, или постоје у напетим односима са целим друштвом, а не са црквом из које је секта настала.
Секташтво се понекад у социологији религије дефинише као поглед на свет који наглашава јединствену легитимност вероисповести и обичаја верника и који појачава напетост са ширим друштвом ангажовањем у праксама одржавања граница.
У својој књизи Пут до тоталне слободе, енглески социолог Рој Волис тврди да секту карактерише „епистемолошки ауторитаризам“: секте поседују неки ауторитативни локус за легитимно приписивање јереси. Према Волисовим речима, „секте полажу право да поседују јединствен и привилегован приступ истини или спасењу“ и „њихове привржене присталице обично сматрају да су они ван граница колективитета 'у заблуди'“. Он ово супротставља култу за који је описао да га карактерише „епистемолошки индивидуализам“ под којим он мисли да „култ нема јасан локус коначног ауторитета изван појединачног члана“.

## Хришћанство
Док је историјска употреба израза „секта“ у хришћанском свету имала пежоративне конотације, односећи се на групу или покрет са јеретичким веровањима или праксама које одступају од оних група које се сматрају ортодоксним, његово примарно значење је да укаже на заједнице која су се одвојиле од већег тела из којег су потекли њени чланови.

## Хиндуизам
Индолог Аксел Мајклс пише у својој књизи о хиндуизму да у индијском контексту реч „секта не означава подељену или искључену заједницу, већ пре организовану традицију, коју обично успоставља оснивач са аскетским праксама.“ Према Мајклсу, „индијске секте се не фокусирају на јерес, пошто недостатак центра или обавезног центра то чини немогућим – уместо тога, фокус је на присталицама и следбеницима.”